# Werner Knapp (Pädagoge)
Werner Knapp (* 1953) ist ein deutscher Pädagoge, Hochschullehrer und ehemaliger Rektor der Pädagogischen Hochschule Weingarten in Baden-Württemberg.

## Leben
Werner Knapp studierte an der PH Reutlingen die Fächer Mathematik und Deutsch für das Lehramt an Grund- und Hauptschulen. Danach schloss er ein Studium der Erziehungswissenschaften an der PH Schwäbisch Gmünd ab. Von 1977 bis 1991 war er als Grund- und Hauptschullehrer in Sindelfingen tätig und von 1991 bis 2002 als wissenschaftlicher Mitarbeiter und Dozent an den Pädagogischen Hochschulen Schwäbisch Gmünd sowie Ludwigsburg. 1996 wurde er mit der Dissertation Schriftliches Erzählen in der Zweitsprache an der PH Schwäbisch Gmünd zum Dr. paed. promoviert.
Knapp ist Vater zweier Töchter.

## Leistungen
2002 wurde er zum Professor im Fach Deutsch mit den Schwerpunkten Sprachwissenschaft und Sprachdidaktik an der Pädagogischen Hochschule Weingarten berufen. Von 2003 bis 2010 war er dort Dekan der Fakultät II und von 2010 bis 2012 Prorektor für Lehre und Studium. Ab Mai 2011 war er kommissarischer Rektor; von 2012 bis 2018 Rektor der Hochschule. Am 1. Oktober 2018 wurde er in den Ruhestand verabschiedet. Er ist Vorsitzender der Vertreterversammlung des Studierendenwerks Seezeit, Mitglied im Vorstand der Internationalen Bodensee-Hochschule (IBH) sowie Mitglied des Internationalen Bodenseerats.
Knapp forschte zur Didaktik im Fach Deutsch, insbesondere zu den Themen Textproduktion, Zweitspracherwerb, Zweitsprachdidaktik und Sprachförderung sowie Erzählen. Er ist Herausgeber der Schulbuchreihe Deutschprofi im Oldenbourg Schulbuchverlag und war Mitglied des Vorstands des Symposions Deutschdidaktik (2004–2006 und 2008–2014).

## Politik
Werner Knapp war Ortsvorsitzender der Grünen in Sindelfingen (1984–1989) und kandidierte 1988 für diese Partei für den Landtag.